# AJ Gilbert
AJ Gilbert (ur. 19 czerwca 1987 w Dorrigo) – australijski rugbysta grający w trzeciej linii młyna, mistrz świata U-19 z 2006 roku, reprezentant kraju w rugby 7.
W młodości grał w obie odmiany rugby – union i league. W wieku 17 lat zdecydował się na rugby union i przeniósł się do Sydney, by grać w zespole Warringah Rats i pozostał w nim do 2006 roku.
W kategoriach juniorskich osiągał indywidualne sukcesy, które owocowały powołaniami do regionalnych i stanowych zespołów. Reprezentował stan w zwycięskich mistrzostwach kraju U-18 w 2004 roku i był stypendystą ogólnokrajowego programu Australian Institute of Sport. W 2005 został sportowcem roku hrabstwa Bellingen. Rok później znalazł się w reprezentacji U-19, która zwyciężyła w rozegranych w Dubaju mistrzostwach świata w tej kategorii wiekowej. Na tym turnieju zagrał w czterech z pięciu spotkań zdobywając pięć punktów z przyłożenia. Został następnie powołany do kadry rugby siedmioosobowego na dwa ostatnie turnieje IRB Sevens World Series sezonu 2005/2006, w dwóch turniejach zagrał również rok później.
W 2006 roku był członkiem Akademii Waratahs. Otrzymawszy w czerwcu 2006 roku roczny kontrakt zadebiutował dla Queensland w nieoficjalnym spotkaniu z japońskim klubem NEC Green Rockets, następnie już w barwach Reds wystąpił przeciw rezerwom reprezentacji Fidżi, we trzech meczach zakończonej na finale kampanii Australian Provincial Championship oraz meczu z Japonią. Po występach w przedsezonowych spotkaniach, w Super 14 zadebiutował w ostatniej kolejce sezonu 2007, pod nieobecność Willa Genii pojawiając się na boisku w nietypowej dla siebie roli łącznika młyna. W sierpniu i wrześniu 2007 roku zagrał we wszystkich ośmiu spotkaniach zespołu East Coast Aces w jedynym rozegranym sezonie rozgrywek Australian Rugby Championship zdobywając dwa przyłożenia. W tym samym roku związał się również z lokalnym klubem Souths.
Również w sezonie 2008 zagrał tylko w jednym meczu Reds, po czym kontrakt z nim nie został przedłużony. W barwach Souths występował jeszcze w 2009 roku. Powrócił następnie w rodzinne strony do dawnego klubu rugby league Bellingen/Dorrigo i pod koniec roku podpisał dwuletni kontrakt z Ipswich Jets. Trenował jednocześnie z zespołem Gold Coast Titans i wystąpił w przedsezonowym spotkaniu z Brisbane Broncos.
Po połowie roku 2010 powrócił jednak do rugby union i związał się z zespołem Norths. W 2011 roku wystąpił we wszystkich spotkaniach Shute Shield, będąc wyróżniającym się graczem drużyny, i jednym punktem przegrał walkę o tytuł najlepszego gracza tych rozgrywek. Został następnie kapitanem zespołu. W 2012 roku wziął udział w meczu pomiędzy zespołem Sydney a resztą Nowej Południowej Walii.
W listopadzie 2012 roku został wybrany na zgrupowanie do trenującego przed sezonem Super Rugby zespołu Waratahs. Wziął udział w dwóch przedsezonowych meczach przygotowawczych z Rebels i Blues, w tym pierwszym zdobywając nagrodę dla gracza meczu. W sezonie 2013 występował w zespole rezerw Waratahs występującym w Pacific Rugby Cup, zaś w Super Rugby otrzymał swoją szansę pod nieobecność Wallabies w czerwcu w meczu z Western Force.  Następnie zagrał jeszcze przeciw British and Irish Lions podczas ich tournée w 2013 roku. Po wyprowadzce z Sydney grał dla lokalnego klubu Byron Bay.
Pracował zawodowo w magazynie, z partnerką Kate ma urodzoną w 2010 roku córkę Zarę.